# Potamilus ohiensis
Potamilus ohiensis är en musselart som först beskrevs av Rafinesque 1820.  Potamilus ohiensis ingår i släktet Potamilus och familjen målarmusslor. IUCN kategoriserar arten globalt som livskraftig. Inga underarter finns listade i Catalogue of Life.
Skalen är på utsidan olivgrön till mörkbrun och på insidan rosa.
Denna mussla förekommer i centrala och östra USA. Utbredningsområdet är uppskattningsvis 200 000 km² stort. Arten hittas i vattendrag och i insjöar. Grunden är vanligen sand eller slam.
För beståndet är inga hot kända. Hela populationen anses vara stabil. IUCN listar Dentex gibbosus som livskraftig (LC).